# کوه واشنگتن (پنسیلوانیا)
کوه واشینگتن (به انگلیسی: Mount Washington) یک منطقهٔ مسکونی در ایالات متحده آمریکا است که در پیتسبرگ واقع شده‌است. کوه واشینگتن ۸٬۷۹۹ نفر جمعیت دارد. این شهر به دلیل تپه شیب دار و مشرف به افق پیتسبورگ معروف است.